# Systrafoss

De Systrafoss is een waterval in IJsland vlak bij het plaatsje Kirkjubæjarklaustur. De waterval valt vanuit de boven op de berg gelegen meertje Systravatn in twee afzonderlijke watervallen in de Bæjargil (dorpskloof) naar beneden. Vanaf 1186 tot de reformatie in 1550 heeft er een Benedictijns nonnenklooster in Kirkjubæjarklaustur gestaan. De naam van de waterval (waterval van de zusters) verwijst naar de nonnen uit het klooster.  Het Systravatn, meer van de zusters, zou een badplaats voor de nonnen zijn geweest. Het verhaal gaat dat er twee nonnen in het meer zijn verdronken. Toen er op zekere dag een hand uit het water omhoog kwam met een gouden kam in de handpalm, zouden de nonnen er hebberig naar hebben gegrepen, waarna ze onder water zouden zijn getrokken. Een pad langs de waterval brengt je na een klimpartij naar het meertje.